# 漢弗萊營
漢弗萊營（英語：Camp Humphreys）或譯漢弗萊營，有時稱作美國陸軍漢弗萊基地（United States Army Garrison-Humphreys，縮寫），是一座位於韓國京畿道平澤市的駐韓美軍中等規模基地，目前駐有美國陸軍數個支援、運輸和戰術單位，包括第2步兵師的第2航空戰鬥旅（2nd Combat Aviation Brigade）。美國陸軍在亞洲最繁忙的飛行場——德西德利歐陸軍飛行場（Desiderio Army Airfield）也位在該基地，跑道及航空設施佔去了全營一大部分。目前，漢弗萊營替駐韓美軍及美國第八軍團駐屯在首爾以南-大田以北之間地區的部隊提供支援。
2004年時，美韓兩國政府達成協議，計畫在未來將駐韓美軍所有部隊遷到漢江以南、並使漢弗萊營取代首爾的龍山基地，成為駐韓美軍司令部、聯合國軍司令部新的大本營。該項預計於2016年完成的計畫，也將令漢弗萊營闢建為美國陸軍在亞洲最大的一處軍事設施，堪稱美國陸軍史上規模最浩大的基地改造計畫之一，佔地面積預計從現有的1,210英畝（4.9平方），擴增到2,328英畝（9.42平方）至3,538英畝（14.32平方）左右，將會是龍山基地的五倍以上。屆時，目前基地西北方的大塊土地——合計相當於基地現有面積的一倍至兩倍——都將成為漢弗萊營的營區範圍，進而使該基地成為駐韓美軍的新中樞，可容納多達44,000人的現役美軍官兵、眷屬、基地從業人員和部分大韓民國國軍的部隊。

## 地理環境

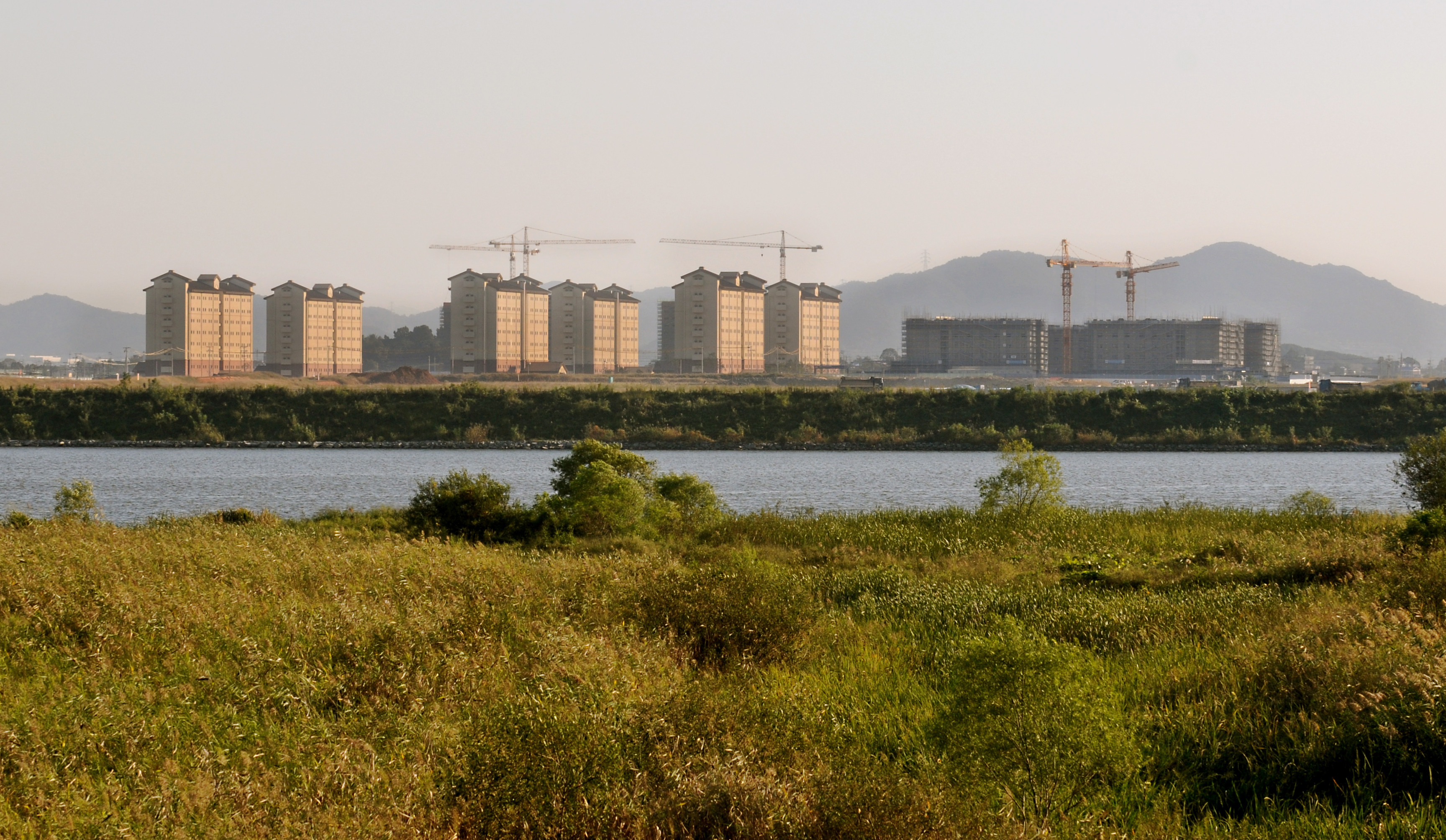
隔著安城川遠望漢弗萊營營區內的建築（2011年）

漢弗萊營所在位置為首爾西南方約90公里處的平澤市彭城邑（팽성읍），已距離忠清南道不遠。最近的一處聚落是基地大門（營區東北方）外面的安停里，長期以來都是基地內美國人的活動區域、甚至是部分軍方人員的住所。除此之外，周邊尚分布一些較小的村落。
與漢弗萊營營區臨接的用地，大部分是以稻田為主的農業區，更遠處則有些許丘陵，但高度都不過45公尺。基地南方十幾公里處座落著近300公尺高的山，東北方、東方和西南方距離30公里的範圍內均有更高的山，有的可達700公尺。平澤市內人口密集的市區位在飛行場東北方。
由東而西流入黃海的安城川，河岸與飛行場東北角的最短距離約5公里。該川在漢弗萊營西方19公里處匯入寬闊的牙山灣。基地周邊的水域對於當地天氣造成影響，豐富的水氣產生了薄霧或層雲，在春天至秋天間尤其明顯。

## 歷史
漢弗萊營的所在位置，在朝鮮日治時期的1919年是日本軍修築的平澤飛行場。
到了1950年代韓戰爆發後，由於美國空軍對該飛行場進行了維修和整頓、以供美國海軍陸戰隊的航空大隊和第614戰術管制大隊（614th Tactical Control Group）使用，而重新編名為K-6空軍基地。

### 1960年代及1970年代
1962年，基地採用了「漢弗萊營」作為名稱，以紀念一位服役於第4運輸連、後在一次直升機事故中殉職的班傑明·漢弗萊准尉（CWO Benjamin K. Humphreys）。
1964年，創設了漢弗萊地區司令部（後改編為第23直接支援群），以作為第八軍團之下的一個獨立設施指揮機構，負責提供各類直接支援、供應與保養勤務，並存儲駐韓美軍使用的常規彈藥。
隨著第19支援旅在1974年的編成，漢弗萊營的正式名稱改為「美國陸軍漢弗萊基地」（U.S. Army Garrison, Camp Humphreys）、並設立基地管理本部，由其辦理基地內人員相關的事項，而19支援旅則負責所有屬於第八軍團的重要支援設施及其下轄單位。之後，原本隸屬於23直接支援群的部隊改隸大邱的第19支援司令部，漢弗萊基地管理本部只剩下較為基本的職務。

### 1990年代
1990年代時，第23直接支援群和第19支援司令部各自更名為「第23支援群」與「第19戰區陸軍地區司令部」（19th Theater Army Area Command）。1996年6月17日，駐韓美軍成立了美國陸軍第3支援設施區（USASA Area III），於平常時期掌管漢弗萊營、江原道原州市的隆營、老鷹營（Camp Eagle）及京畿道水原空軍基地美陸軍派駐部隊的支援任務。

### 2000年以後

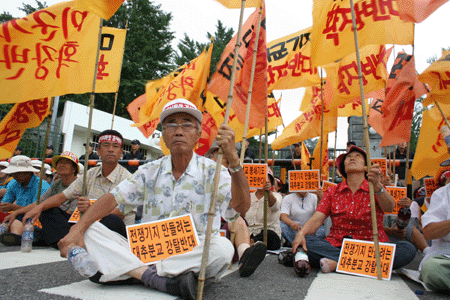
平澤的示威民眾

2003年4月，韓美兩國正式宣布了要將駐韓美軍總部從龍山基地遷到平澤的決定，韓國國防部也宣布要徵用漢弗萊營周邊的土地，以供應基地擴增，當中從基地西側的大秋里（대추리）劃走了79公頃的地。為表達反對，大秋里居民於7月組成了行動委員會，防止韓國國防部徵走農地。在韓美兩國於2004年於漢城舉辦的會談之後，韓國防部同意再劃分1,153公頃的土地給漢弗萊營，當中大部分的土地來自大秋里和棹頭里（도두리，基地西北方的安城川南岸），共計942公頃。
2005年6月1日，美國陸軍宣布即將停用江原道的老鷹營和隆營。當兩座基地於2010年6月4日關閉後，其下的設施支援單位併到漢弗萊營。

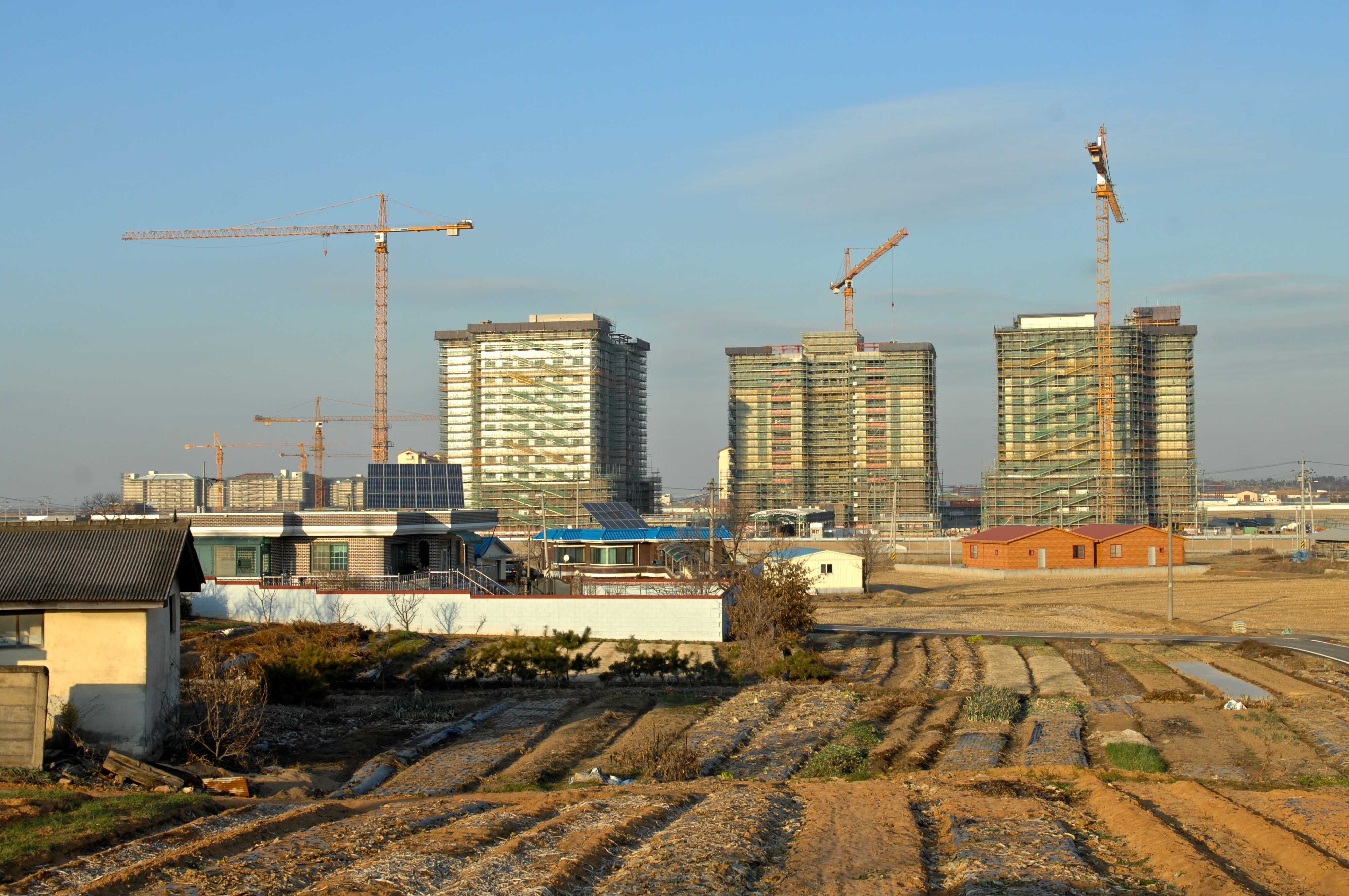
漢弗萊營內的住房建設工事，屬於基地擴建作業的一環（2011年）

2005年時，為了抗議擬將漢弗萊營擴建為駐韓美軍最大基地的韓美官方協定，韓國民間興起了一系列的示威抗議活動。之後，大秋里等數個基地附近的鄰里同意了政府安置計畫，在2006年開始搬遷，留下可供美軍基地擴張的土地，每位居民得到的補償金約為6億韓元（60萬美元）。
根據2004年的一項換地契約，美方承諾會逐步將分布於韓國各道，總計170平方公里、42棟基地設施的多處軍事用地返還給韓國、並將首爾及其以北駐屯的美軍部隊全部遷入漢弗萊營。
2006年10月24日成立美國陸軍設施管理司令部後，第3支援區內的設施支援事務於2007年3月15日移交給漢弗萊基地管理本部負責。
2007年11月13日，駐韓美軍與大韓民國政府的官員共同舉行了漢弗萊營擴建工程的動土典禮儀式。這象徵著為數28,500人的駐韓美軍，開始進行了往平澤、大邱兩處地點集中部署、並將持續至2016年的搬遷過程。

### 2010年代
2011年9月2日，韓美兩國都派遣官員到漢弗萊營參加一場兩所學校的聯合開工典禮，分別為一可容納850名學生的小學、和一所可容納950名學生的中學，供基地人員子女就讀。

## 駐紮部隊
- 美國陸軍
  - 美國陸軍第2步兵師戰鬥航空旅
    - 旅部及旅部連（Headquarters and Headquarters Company，）
    - 第2航空團第2突擊營（2nd Battalion, 2nd Aviation Regiment (Assault)）
使用機種：UH −60直升機
    - 第2航空團第3一般支援營（3rd Battalion, 2nd Aviation Regiment (General Support)）
使用機種：CH-47D、UH-60直升機
    - 第2航空團第4偵察攻擊營（4th Battalion, 2nd Aviation Regiment (Reconnaissance & Attack)）
使用機種：AH-64D直升機
    - 第164航空管制群（164th Air Traffic Services Group）
    - 第602航空支援營（602nd Support Battalion (Aviation)）

  - 第194戰鬥保障支援營（194th Combat Sustainment Support Battalion）
  - 第25運輸營（25th Transportation Battalion）
  - 第3軍情營（3rd Military Intelligence Battalion）
  - 第532軍情營（532nd Military Intelligence Battalion）
  - 第501通信連（501st Signal Company）
  - 第52軍械連（52nd Ordnance Company）
  - 第557憲兵連（557th Military Police Company）
  - 第58飛行場作戰航空團（58th Aviation Regiment (Airfield Operations)）
  - 第304遠征通信營（304th Expeditionary Signal Battalion）
  - 第176財務管理連B分隊（Detachment B, 176th Financial Management Company）
- 大韓民國空軍
  - 第7航空通信大隊（제7항공통신전대）

漢弗萊營亦為第八軍團的禁閉室所在地，用於容納刑期未滿一年的士兵、或是等待遣返美國審判的士兵。

## 基地生活

### 軍眷子女教育
負責管理駐外美軍官兵／外交機構人員子女就讀學校的美國國防部教育處（DoDEA）目前在漢弗萊營設有小學和初中部，但高中學生必須搭校車去烏山空軍基地的高中部上課。
2011年，開始進行漢弗萊營基地中小學的興建工程，待完工後，校舍和周邊的運動中心將提供1,700名學生使用，小學部包含附屬幼稚園、1年級至5年級班，中學部則包含6年級至12年級班，直到隔年另一所新中學啟用為止。

### 美軍福利站
漢弗萊營內的營區販賣部是一座廣達72,000平方英尺（6,700平方）的商場，設有洗衣與乾洗店、眼鏡行、理髮店、花坊、刺青店、禮品店等。陸空軍販賣服務事業處管理的基地美食街包含了塔可鐘、安東尼披薩屋（Anthony's Pizza）、SUBWAY、31冰淇淋，以及每天都提供外送服務的大力水手炸雞。
漢弗萊營內尚有三座由陸空軍服務處營業的便利店（Shoppette）。佐克勒基地（Zoeckler Station，漢弗萊營附屬設施）分店位於基地大門附近，鄰近美國陸軍附編韓軍（KATUSA）的點心吧和必勝客，而這家必勝客同樣替基地內各處的人員住所提供外送服務。大門附近的行人入口對面是洗衣部和陸空軍理髮店。第3軍情營營部旁也有一家便利店。基地電影院可容納550名觀眾，提供最新大片及數位音效的觀賞環境，於2011年被認為是「美國陸軍最佳」的基地附設電影院。
韓國是美軍一個有限額管制的派駐地點。當官兵、軍眷或民間雇員到漢弗萊營報到後，必須在登錄時領取一張卡，才能用它到營區內的美軍福利站消費。駐韓美軍各陸軍、空軍基地的販賣部也都只允許這類卡片或國防部識別卡的持有者進入。

### 其他福利措施
漢弗萊營的軍眷與士氣福利休閒計畫董事會（DFMWR）的創設宗旨是確保為美國服務的軍人和家庭能得到妥善照料，並藉此支援陸軍的發展。陸軍社區服務處（Army Community Service）則透過數項措施來強化該事業的實施，措施中包括了陸軍志工團（Army Volunteer Corps）、陸軍家庭行動計畫（Army Family Action Plan）、陸軍家庭團康活動（Army Family Team Building）、海外派遣及就業籌備計畫、優良軍眷成員計畫（Exceptional Family Member Program）、一項軍眷家庭支援計畫、財務籌備計畫、搬遷計畫等。
漢弗萊營汽車維修中心常駐有四名技師，以替各類、各款的車輛提供服務。該維修中心也開放顧客租用車位、設備和自助修車。中心內包含了多種工具、機械裝備，足以應付大部份的車輛問題。此外，車輛安全檢查也可在此進行。
「好球區」保齡球場（The Strike Zone）擁有16條保齡球球道。每星期六、日和美國國定節日會舉辦每項遊戲1美元的促銷活動、星期一開放三項遊戲2美元的活動，星期四時，花費10美元即可無限次進行所有遊戲。
基地內的兒童發展中心（CDC）為出生滿6星期至5歲的幼童提供全天候及部分時段的照顧服務，由國防部核發許可、並通過美國幼兒教育學會（NAEYC）認證，其辦公處耗費8百萬美元興建、2008年投入使用。社區活動中心則是基地內重要事件的舉辦場所，內部有音樂廳、藝術與工藝教室、室內游泳池、桌球室等設備。每天從活動中心開出往返仁川國際機場的接駁巴士。
軍眷安置中心（Family Readiness Center）負責監督基地內婦幼與孩童的相關計畫、以及民間組織陸軍緊急救援機構，並開辦就業、財務課程，以配合協助軍眷適應、融入基地生活的陸軍增強計畫（Army Strong）。
漢弗萊營的超級體育館是美國陸軍基地中最大的一處運動設施，內有跑步機、舉重房、籃球場、游泳池，也有兩個用於開會或招待的會議室。除了該體育館外，營內尚有青年體育館、MP丘體育館和佐克勒體育館，均擁有良好的籃球場、舉重器材和有氧運動室。
雷蒙·杜克三級士官長紀念圖書館（Sgt. 1st Class Raymond Duke Memorial Library）提供上網、館藏書籍與DVD租借，並舉辦兒童閱讀計畫。館內藏有大量的韓國歷史及軍事史書籍，每個月都舉辦特定主題的書展，並將該領域的館藏書籍列出來展示。

### 陸軍醫療所
漢弗萊營陸軍醫療所（Camp Humphreys Army Health Clinic）提供門診病人初步的照護服務，範圍包含住在平澤地區的美軍現役官兵及眷屬。任何就診者必須先透過三軍醫療照護計畫登錄到診所系統內、並先指定特定的基礎醫療醫師（PCP），才能安排預約時間。
陸軍醫療所的服務項目有家醫科、小兒科、物理治療、行為健康、職業健康與視力保健等。三軍醫護辦公室負責與當地有合作關係的韓國醫院、或是首爾龍山基地的布萊恩·阿爾古德陸軍社區醫院（Brian Allgood Army Community Hospital）處理特殊的轉院、轉診事宜。若有病人從漢弗萊營陸軍醫療所移送到韓國的醫院住院後，護理主管也會繼續協調病人的照護事項。
由於漢弗萊營陸軍醫療所不提供急診業務，因此通常鼓勵需要急診的病患到基地外設有急診科的醫院就醫。陸軍醫療所內提供可索取的卡片，詳細記載平澤地區急診醫院的地址、電話號碼等資訊。基地的官方網站上亦提供同樣的資訊。
除此之外，漢弗萊營陸軍醫療所亦會限額提供診療服務，供退伍軍人及眷屬、軍方或國防部教育處的民間雇員、承包商人員利用。若是這類人員患了慢性疾病、必須由正規基礎醫療師提供照護時，三軍醫護辦公室可協助這些病人獲得醫療所內的醫療師服務。

## 流行文化
- 2013年—《末日之戰》：電影中前聯合國調查員傑瑞藍恩，由美國海軍海豹部隊陪同，到韓福瑞營與美國陸軍第2步兵師上尉史匹克聯繫。[22]。

## 外部連結
- 官方网站
- Pictures of Camp Humphreys and Anjung-ri from 1980-Present （页面存档备份，存于）
- Official Welcome Video （页面存档备份，存于）
- Official Photo Archive
- Official Facebook Fan Page （页面存档备份，存于）
- Official Video Channel （页面存档备份，存于）
- United States Forces Korea – Official Website （页面存档备份，存于）
- Camp Humphreys Commissary
- Anjeong-ri Community Website （页面存档备份，存于）
- Pan-S.Korea solution committee against US base extension in Pyeongtaek
- YouTube上的U.S. Army Garrison Humphreys Transformation（漢弗萊營基地擴建計畫及分區簡介）